# Husqvarna Motorcycles

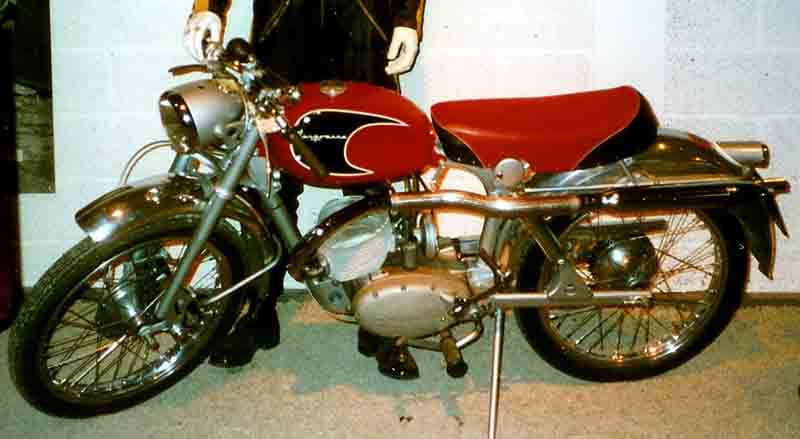
Husqvarna Silverpilen (Silberpfeil), 175-cm-Zweitaktmotor mit 9 PS und einem Gewicht von 75 kg

Die Husqvarna Motorcycles GmbH ist ein Motorradhersteller mit Sitz im österreichischen Mattighofen. Die Marke war ursprünglich ein Produktionszweig des schwedischen Husqvarna-Konzerns. Nach wechselnden Besitzern ab 1987 gehört Husqvarna Motorcycles seit 2013 zum österreichischen Hersteller Pierer Mobility.

## Geschichte

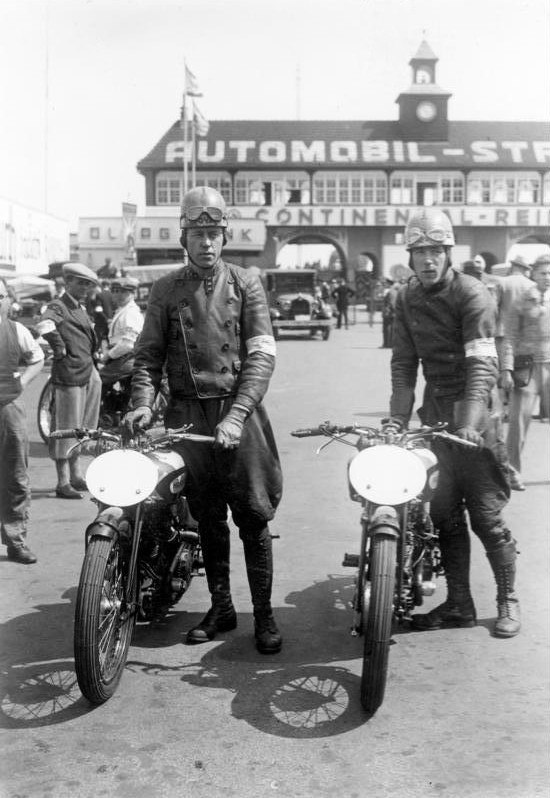
Die beiden Husqvarna-Werksfahrer Gunnar Kalén (l.) und Ragnar Sunnqvist 1933 auf der Berliner AVUS

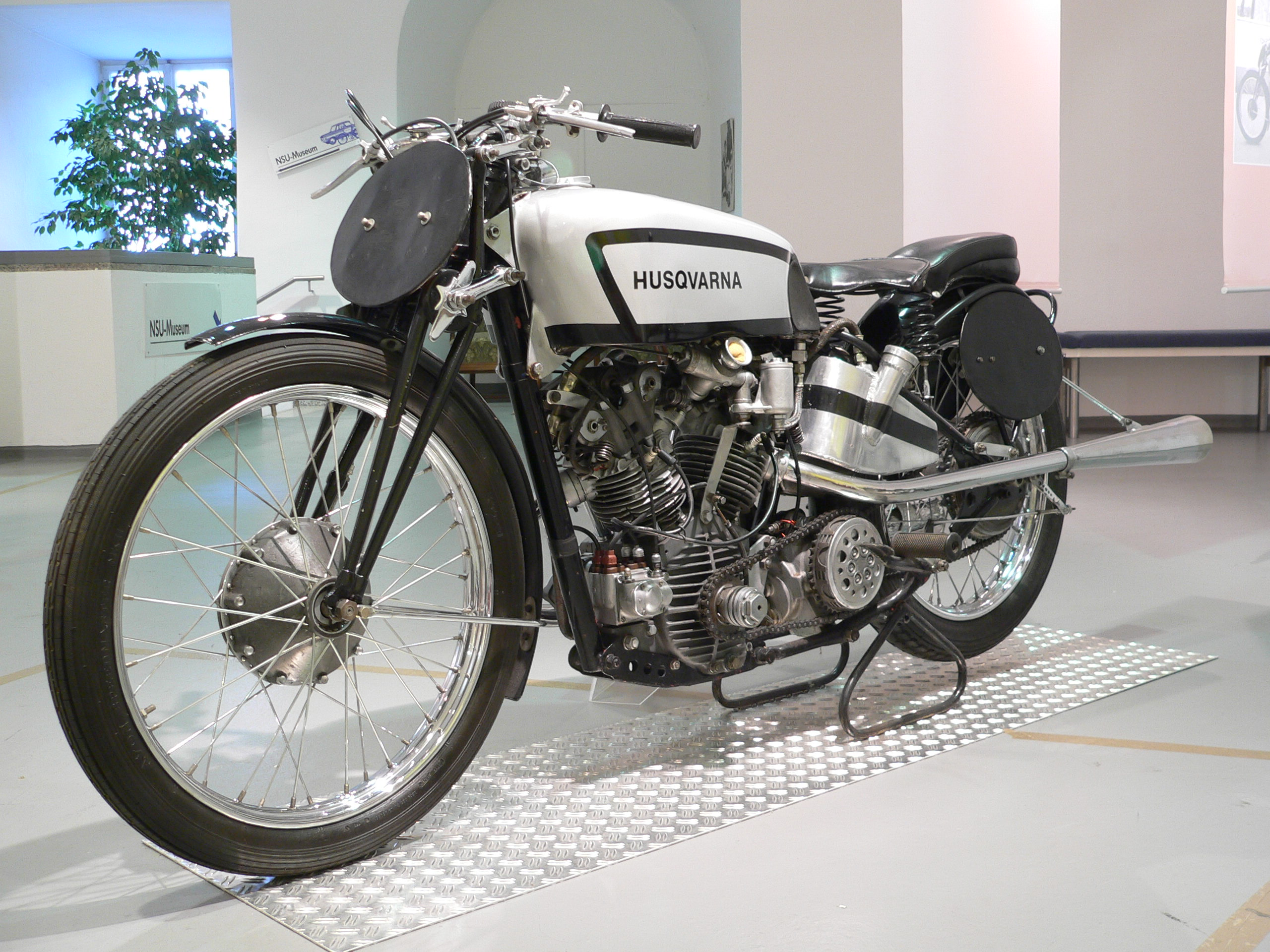
Husqvarna-500-Rennmaschine von 1935 im Zweirad- und NSU-Museum Neckarsulm

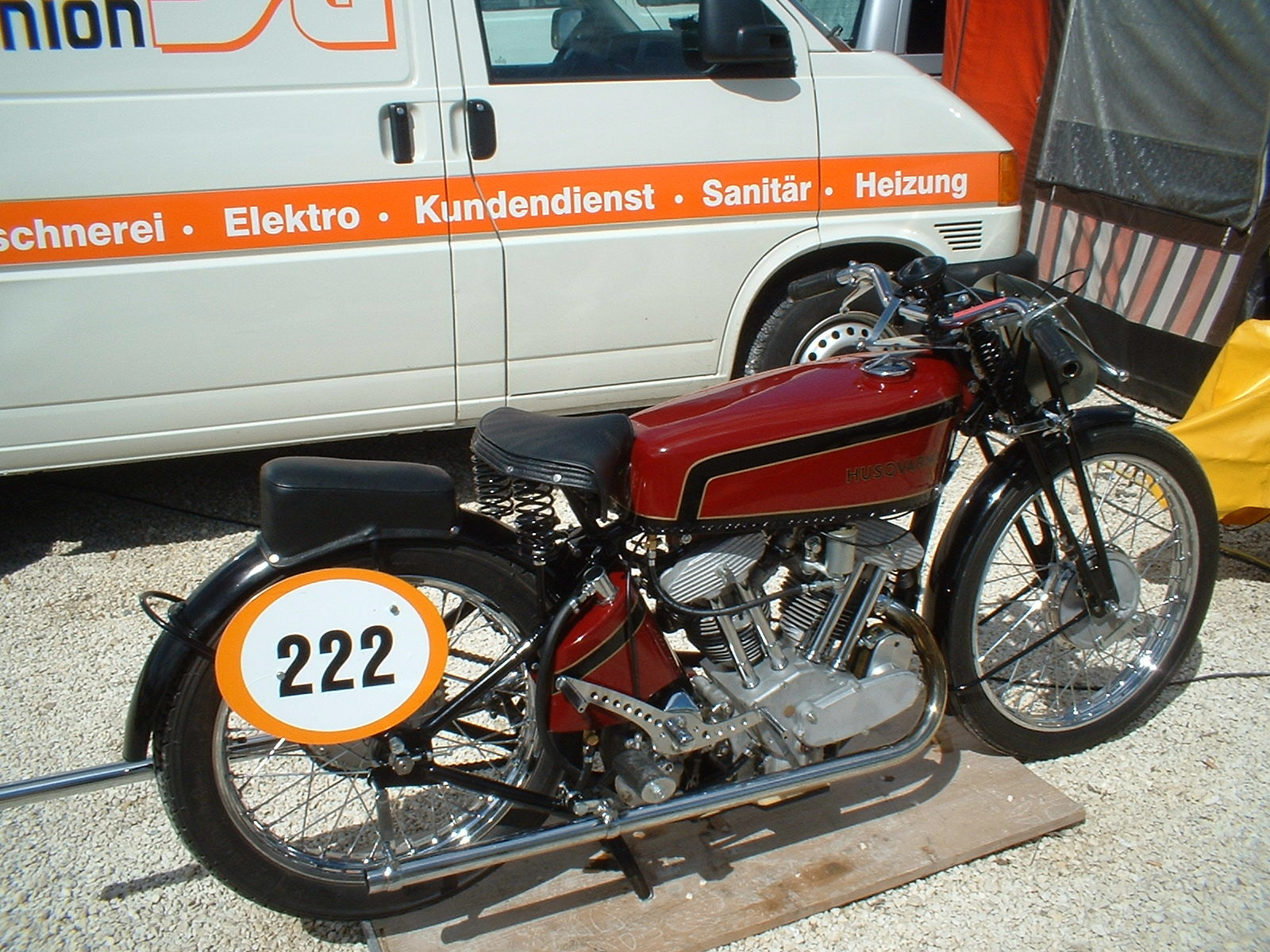
Husqvarna-Rennmaschine beim Oldtimer-Donauringrennen 2003

### Bis 1987
Husqvarna ist nach Royal Enfield und noch vor Harley-Davidson die zweitälteste ununterbrochen Motorräder produzierende Marke der Welt. 1903 baute Husqvarna sein erstes Motorrad, drei Monate vor Harley-Davidson. Dazu wurde ein Husqvarna-Fahrrad mit einem zugekauften 1,5 PS starken Einzylindermotor versehen. Das Fabrikmuseum besitzt noch eine Maschine von 1911.
Husqvarna engagierte sich früh im Geländemotorsport und errang beim Novemberkåsan 1916 den ersten Sieg der Firmengeschichte.
1921 wurde das erste Modell, ein Motorrad mit 550-cm³-Zweizylindermotor, komplett aus Eigenproduktion angeboten. Einzylindermotoren wurden noch bis Mitte der 1930er Jahre von J.A.P. und Sturmey-Archer bezogen. In den 1930er Jahren sorgte eine nur 127 kg schwere, von Folke Mannerstedt entwickelte Husqvarna 500 mit V2-OHV-Viertaktmotor für Aufsehen, mit der der Schwede Gunnar Kalén 1933 im heimischen Saxtorp den Europameistertitel in der 500-cm³-Klasse gewann und dabei die gesamte Weltelite bezwang.
Mitte der dreißiger Jahre entschieden die Direktoren bei Husqvarna, sich vom Rennsport zurückzuziehen, da die Verkaufszahlen der Motorräder rückläufig waren. Der geniale Konstrukteur Folke Mannerstedt kündigte 1935, blieb Husqvarna aber über Jahrzehnte als freier Berater erhalten. Husqvarna schwenkte um auf Motorräder, die eher im Alltag zum Pendeln zwischen zu Hause und der Arbeit geeignet waren. Dazu kaufte man zunächst bei den ILO-Motorenwerken in Pinneberg FM-100 mit 98 ccm und Zweigangschaltung zu. So entstand 1937 der Typ 101 als erstes signifikantes leichtes Motorrad mit Zweitaktmotor. Kurz darauf baute Husqvarna solche Motoren selbst nach, was zum Typ 301 führte. Die Ersatzteile der beiden Motoren sind oft austauschbar. Ab ca. 1940 wurde der Motor weiterentwickelt und auf 118 ccm vergrößert. Es entstand das Modell Typ 24, was in verschiedenen Variationen als Typ 25, 26, 27, 29 und 30 über ca. 20 Jahre gebaut wurde. Ca. 100.000 Exemplare dieser Typen verließen die Fabrik. Sie gelten bis heute als robust, langlebig und zuverlässig. Deshalb wurden sie oft leicht modifiziert im Geländesport eingesetzt, bis das Werk spezielle Wettbewerbsmotorräder anbot.
Von 1955 bis 1965 wurde die Silverpilen (Silberpfeil) oder Typ 282 mit 175-cm³-Zweitaktmotor und 9 PS bei 6000/min angeboten. Es war ein schnittiges von Sixten Sason entworfenes und vor allem leichtes Motorrad mit einem Gewicht von nur 75 kg und einer Höchstgeschwindigkeit von 100 km/h. Es hatte einen hochgelegten Auspuff und viele Aluminiumanteile. Oft wurden die Schutzbleche hochgelegt und die Federwege verlängert. Mehrere schwedische Tuner boten Umbausätze an. Von 1957 bis 1959 gab es auch die stärkere Guldpilen (Goldpfeil) mit 200 cm³ Hubraum und 10,5 PS Motorleistung. Auf dieser Basis entwickelte Husqvarna viele erfolgreiche Motocross- und Enduromodelle. In den 1960er und 1970er Jahren errang die Marke zahlreiche internationale Rennerfolge, beispielsweise mehrfach in der Motocross-Weltmeisterschaft mit den Fahrern Rolf Tibblin und Bill Nilsson oder bei den Six Days. 1983 wurde mit der TE 510 der erste wettbewerbsfähige Viertakter für den Geländesport seit den 1960er Jahren vorgestellt. Er sorgte für die Wiederbelebung der Viertaktklassen, da andere Hersteller rasch mit Neuentwicklungen folgten. Mit Weiterentwicklungen untermauerte Husqvarna seine Vorreiterrolle, was mit rund 70 Weltmeistertiteln dokumentiert wird, die Fahrer wie Thierry van den Bosch, Boris Chambon und Eddy Seel gewannen.

### Eigentümerwechsel und Übernahme durch KTM
Der Husqvarna-Konzern verkaufte seine Motorradsparte 1987 an Cagiva, die später von MV Agusta übernommen wurden. 1988 wurde die Produktion der Motorräder ins norditalienische Varese verlegt. Einige Mitarbeiter des Unternehmens gingen diesen Schritt nicht mit und gründeten das schwedische Unternehmen Husaberg. Durch häufige Wechsel der Mehrheitsanteilseigner bei MV Agusta kam es mehrfach zu Lieferschwierigkeiten.
2007 erwarb BMW für rund 93 Millionen Euro Husqvarna von MV Agusta. BMW-Motorrad betrieb Husqvarna Motorcycles als unabhängiges Unternehmen weiter, auch der Unternehmenssitz verblieb in Varese. BMW wollte mit der Übernahme die Konzernstellung im Offroadbereich stärken.
BMW ließ in dieser Zeit die Einzylinder Modelle Husqvarna Terra 650 (Enduro) und Husqvarna Strada 650, sowie das Zweizylinder Modell Husqvarna Nuda 900 entwickeln. Die Einzylindermodelle Strada und Terra basierten teilweise auf der Technik des BMW-Einzylinder-Modells F 650 GS, das Zweizylinder-Modell Nuda nutzte Teile der BMW-F800-Modelle. Die BMW-Motoren wurden bei den Ein- und Zweizylindermotoren in der Leistung gesteigert. Die Einzylindermodelle leisteten 58 PS statt 48 PS beim BMW Motor.
Am 31. Januar 2013 gab BMW den Verkauf der Markenrechte an den österreichischen Hersteller KTM (die heute unter Pierer Mobility firmiert) bekannt. Die BMW-Motorradsparte hatte durch die Umstrukturierungsmaßnahmen bei Husqvarna Gewinneinbußen erlitten, nach dem Verkauf sollte die Produkt-Palette der Hauptmarke BMW andere Schwerpunkte bekommen.
Die Husqvarna-Motorentechnologie und -fertigung übernahm GasGas, das Vareser Werk wurde 2014 von der chinesischen Shineray Group gekauft, die Ersatzteilversorgung der alten Modelle führt BMW weiter.
Nach dem Kauf und der Neugründung als KTM-Tochter Husqvarna Motorcycles GmbH führte KTM die Marken Husaberg, bereits 1995 übernommen, und Husqvarna wieder zusammen. Im Oktober 2013 begann die Produktion von Husqvarna-Motorrädern in Mattighofen. Die Wiedereinführung der Marke Husqvarna beinhaltete Technologie von KTM bzw. Husaberg und eine neue Designsprache unter durchgehender Verwendung der schwedischen Nationalfarben Gelb, Blau und Weiß. Die unter BMW-Eigentümerschaft entwickelten Modelle (das Straßenmotorrad Nuda 900 und die TR650 Strada und Terra) wurden ab 2013 nicht mehr produziert. Mit den 2015 erstmals präsentierten, durch die KTM-Designfirma Kiska entwickelten Modellen Svartpilen und Vitpilen stellte Husqvarna erneut Straßenmaschinen vor. Im Offroad-Bereich kündigte das Unternehmen für 2017 den Produktionsbeginn für Zweitakt-Enduro-Modelle mit Saugrohreinspritzung an.

### Unternehmensstruktur
Die Husqvarna Motorcycles GmbH ist eine 100 prozentige Tochter der KTM AG, die ihrerseits dem österreichischen Pierer-Mobility-Konzern angehört.

## Geschäftsfelder

### Aktuelle Motorräder
Husqvarna ist eine wichtige Marke in den Bereichen Motocross und Enduro. Das aktuelle Angebot von Husqvarna besteht aus Motorrädern für den Enduro-, Motocross- und Supermoto-Sport so wie auch aus Naked und Reiseenduro Motorrädern. Die Motorisierung umfasst derzeit (Frühjahr 2024) Zwei- und Viertaktmotoren mit Hubräumen zwischen 50 cm³ und 889 cm³.
- Endurosport
  - TE-Baureihe mit 150- 250- und 300-cm³-Zweitaktmotoren
  - FE-Baureihe mit 250-, 350-, 450- und 501-cm³-Viertaktmotoren
  - 701 Enduro mit 692,7-cm³-Viertaktmotor
- Motocross
  - TC-Baureihe mit 50-, 65-, 85-, 125- und 250-cm³-Zweitaktmotoren
  - FC-Baureihe mit 250-, 350- und 450-cm³-Viertaktmotoren
  - EE-Baureihe mit 0,75 und 2 kW Elektromotor
- Supermoto
  - FS 450 mit 450-cm³-Viertaktmotor
  - 701 Supermoto mit 692,7-cm³-Viertaktmotor
- Naked Bikes
  - Svartpilen mit 125-, 398,6- und 799-cm³-Viertaktmotor
  - Vitpilen mit 125-, 398,6- und 799-cm³-Viertaktmotor
- Travel
  - Norden 901 mit 889-cm³-Viertaktmotor
  - Norden 901 Expedition mit 889-cm³-Viertaktmotor

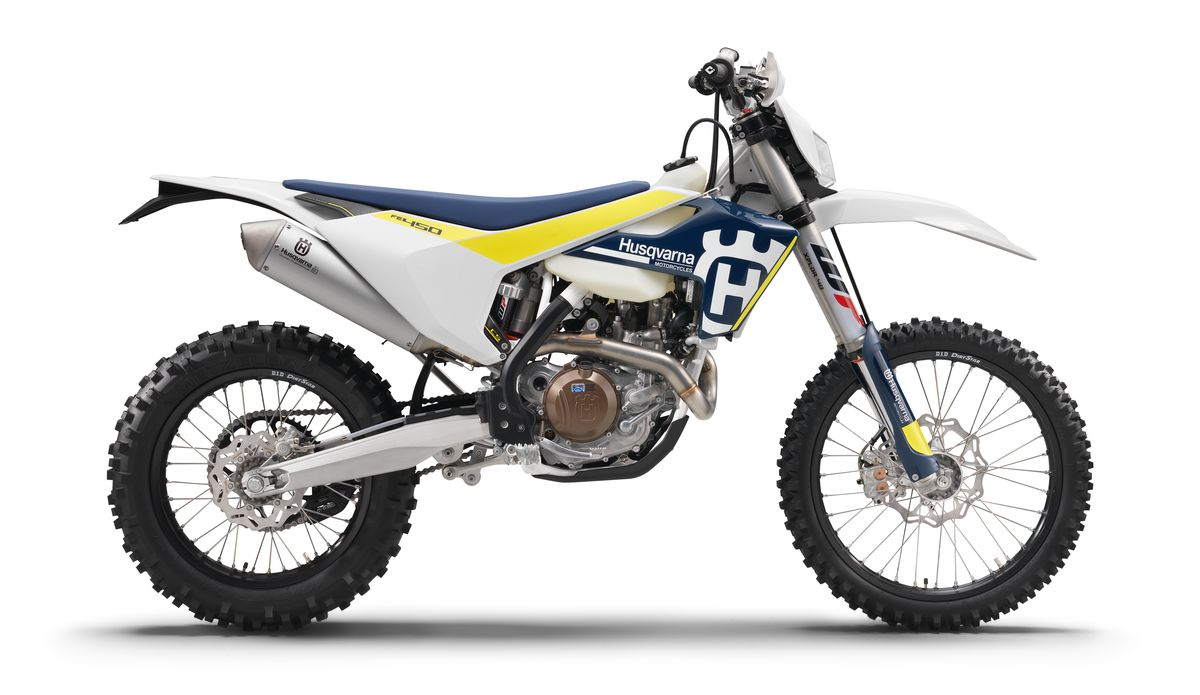
FE 450
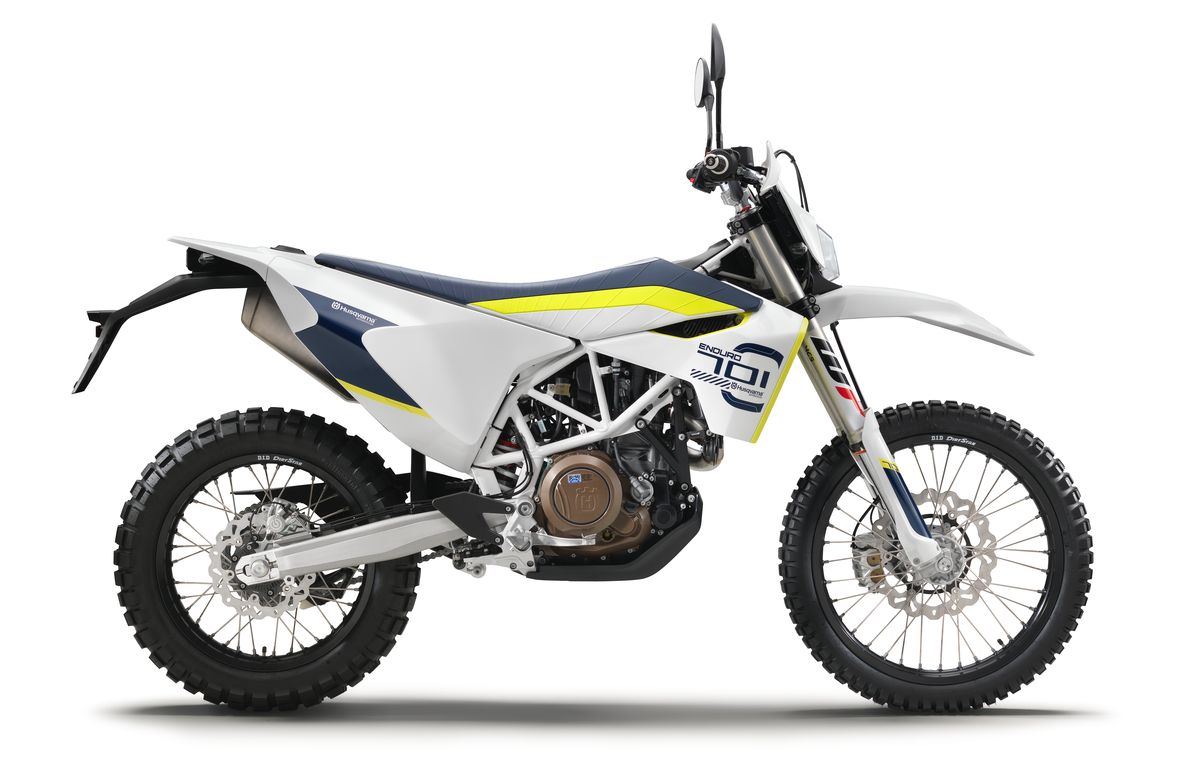
701 Enduro
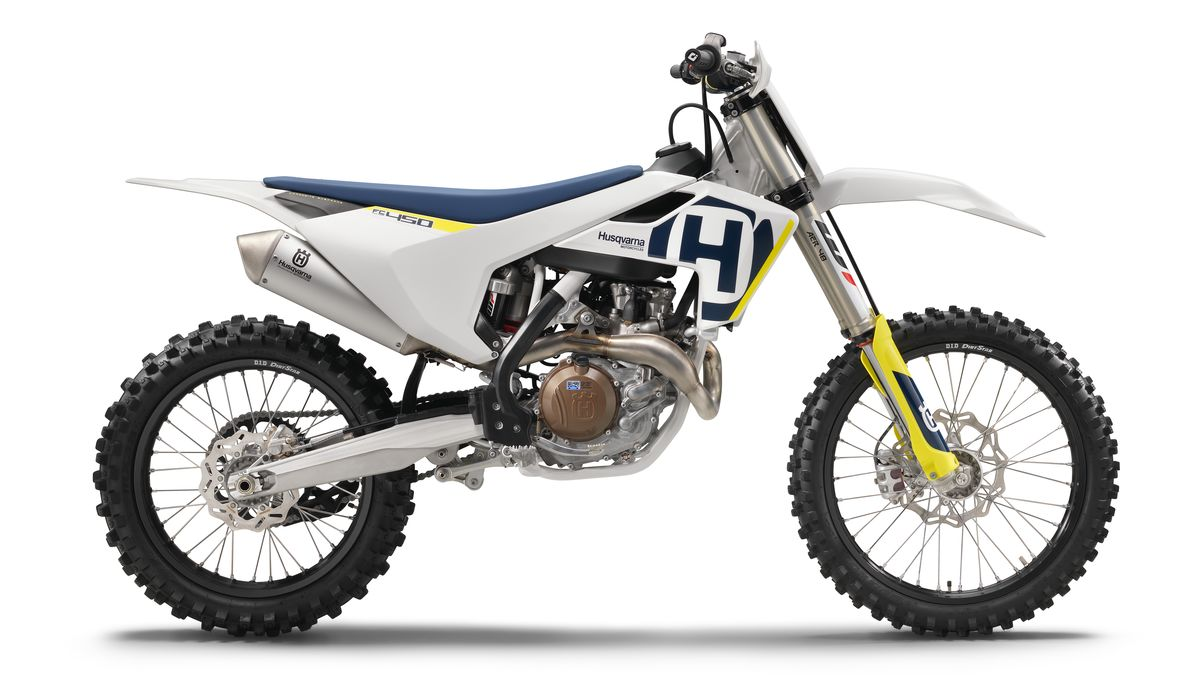
FC 450
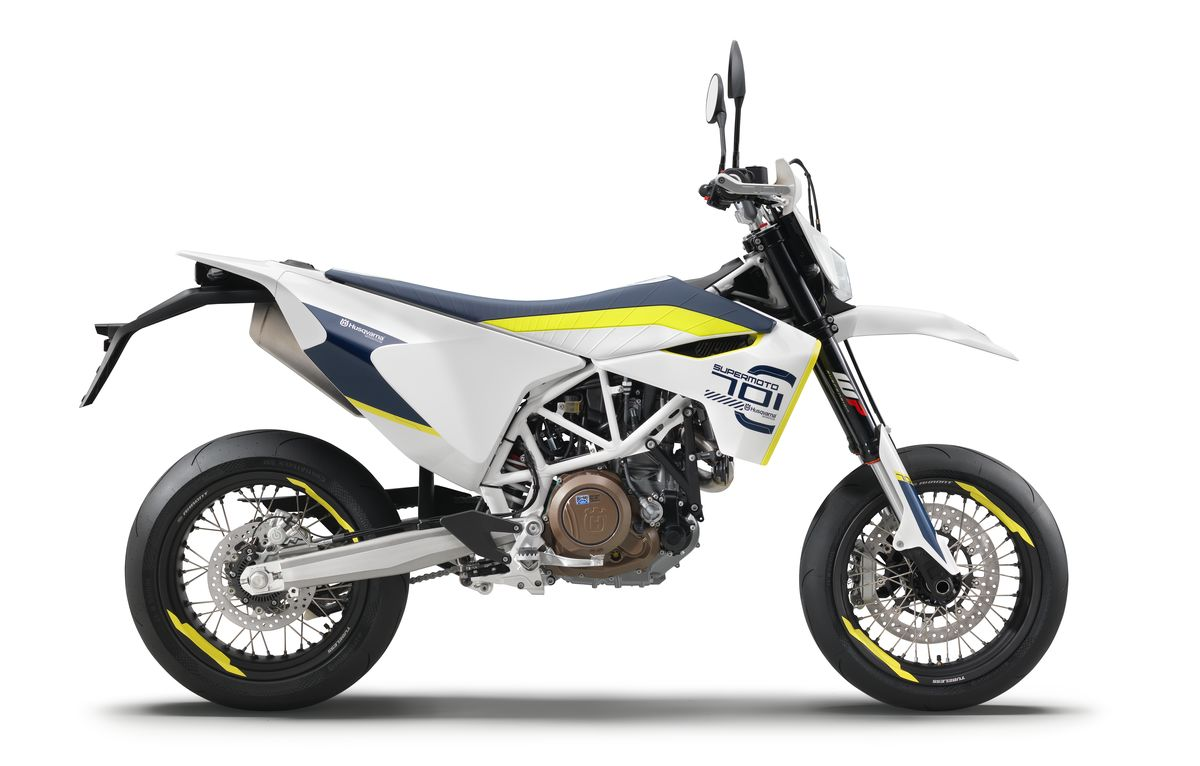
701 Supermoto
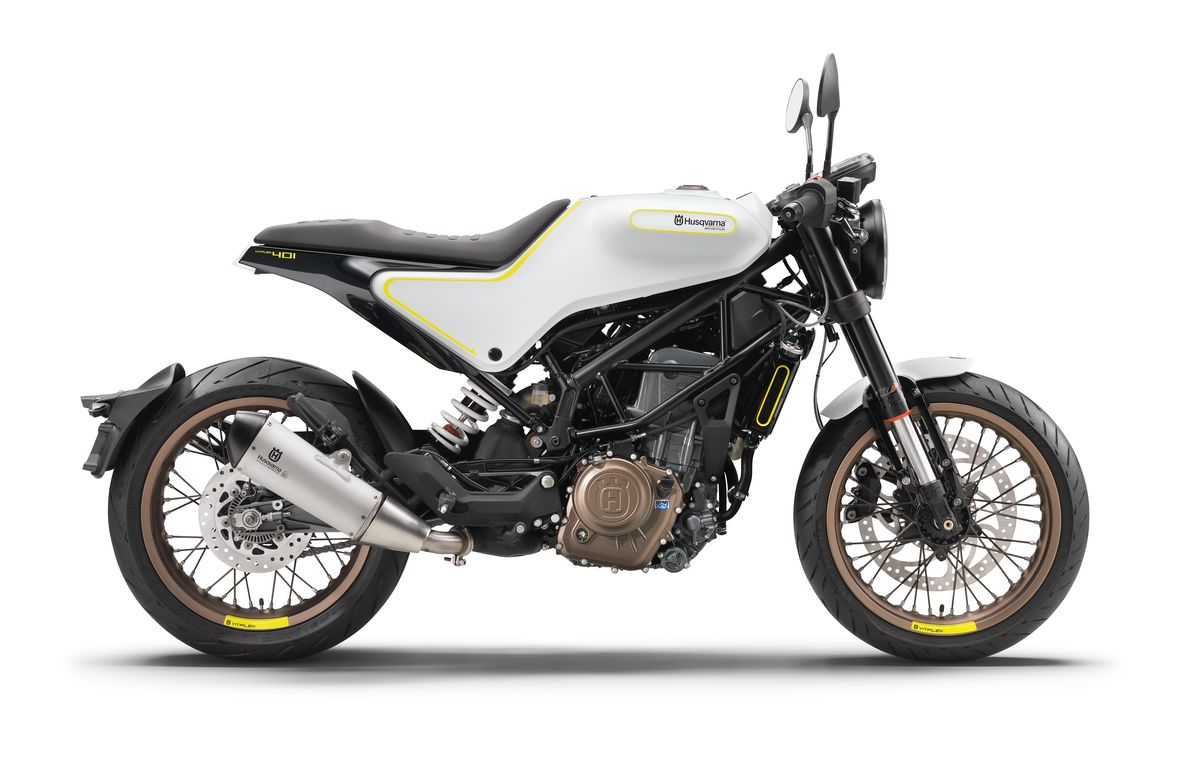
Vitpilen 401
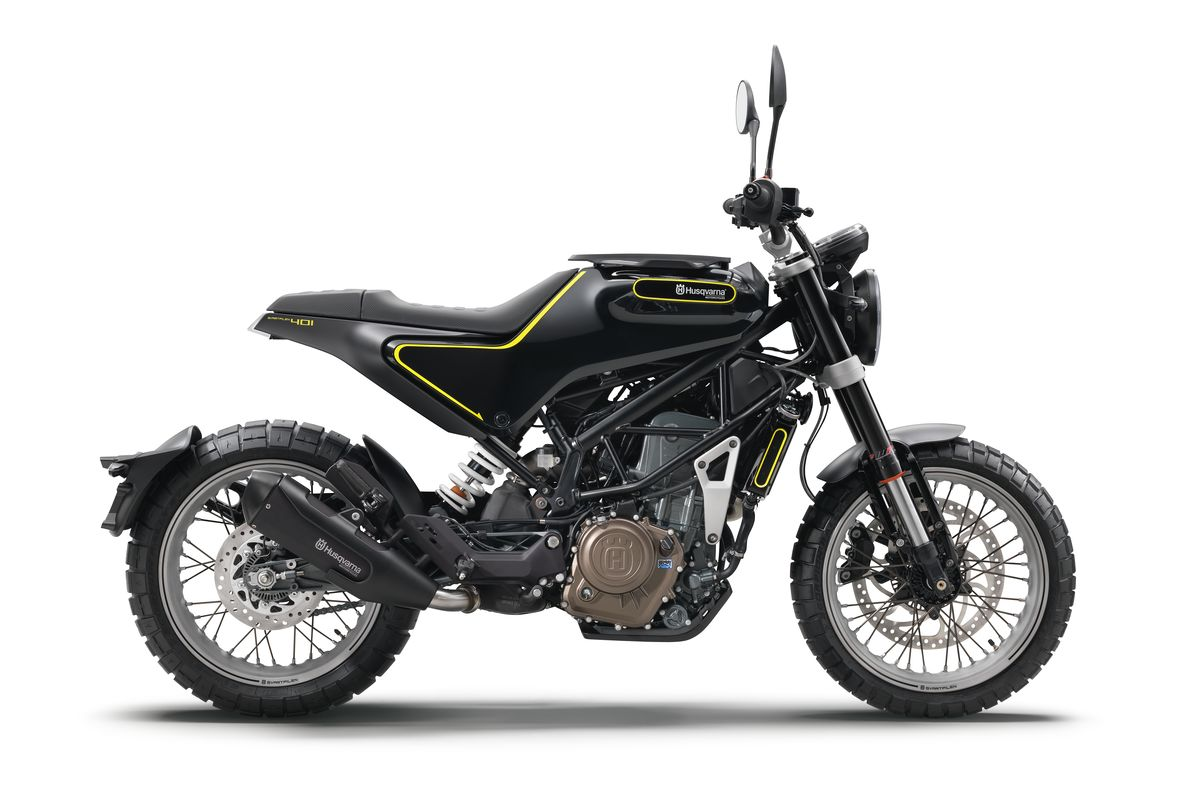
Svartpilen 401

### Zubehör und Bekleidung
Das Unternehmen vertreibt über das Händlernetzwerk auch Freizeit- und Motorradbekleidung, Accessoires und Motorrad-Zubehör.

## Rennsport
Seit den 1930er Jahren ist Husqvarna regelmäßig bei internationalen Rennsport-Wettkämpfen im Offroad-Bereich präsent. Fahrer auf Husqvarna-Maschinen gewannen über 70 Weltmeistertitel in den Disziplinen Motocross, Enduro und Supermoto und siegten mehrfach bei wichtigen Rallye-Events wie dem Baja-1000-Rennen.
Das 2015 in Kooperation mit dem Getränkehersteller Rockstar Inc. ins Leben gerufene Rockstar Energy Husqvarna Factory Racing Team ist seit 2016 in allen Offroad-Rennklassen aktiv und speziell im Enduro-/Rallye-Bereich erfolgreich. So wurden 2016 Weltmeistertitel in der FIM Cross-Country Rallies World Championship, der FIM SuperEnduro World Championship und der AMA EnduroCross Championship errungen.

### Konstrukteurs-WM-Ergebnisse (als Moto3-Hersteller)
- 2014 – Vierter
- 2015 – Vierter